# Quaglio
Die Familie Quaglio waren eine italienisch-deutsche Künstlerfamilie, die im 17. bis 20. Jahrhundert eine Reihe namhafter Maler und Architekten stellte. Die Familie stammte ursprünglich aus dem oberitalienischen Laino und war seit dem Ende des 18. Jahrhunderts in München ansässig.
In München – Untergiesing-Harlaching – gibt es eine Quagliostraße.
Mitglieder der Familie:
- Angelo Quaglio I (1778–1815), deutscher Zeichner, Maler, Grafiker und Lithograf
- Angelo Quaglio II (1829–1890), deutscher Theaterdekorationsmaler und Innenarchitekt
- Angelo Quaglio III (1877–1917), deutscher Architektur, Figuren- und Landschaftsmaler sowie Bühnenbildner
- Anton Quaglio (1832–1878) (Schriftsteller und Zeichner)
- Domenico Quaglio I (1723–1765)
- Domenico Quaglio II (1787–1837)
- Eugen Quaglio (1857–1942), deutscher Maler und Bühnenbildner
- Franz Quaglio (1844–1920)
- Giovanni Maria Quaglio I (um 1700–1765)
- Giovanni Maria Quaglio II (1772–1813)
- Giulio Quaglio I (1601–nach 1658)
- Giulio Quaglio II (1668–1751)
- Giulio Quaglio III (1764–1801)
- Giuseppe Quaglio (1747–1828)
- Julius Quaglio (1833–1899) (nicht als Künstler tätig, Chemiker und Ingenieur)
- Lorenzo Quaglio (1730–1804)
- Lorenzo Quaglio II (1793–1869)
- Simon Quaglio (1795–1878)

Sonstige Personen:
- Aldo Quaglio (1932–2017), französischer Rugby-Union-Spieler
- Nicola Quaglio (* 1991), italienischer Rugby-Union-Spieler